# 彰化縣彰化市南興國民小學
彰化縣彰化市南興國民小學（簡稱南興國小）是臺灣彰化縣彰化市的一所國民小學，位在彰化市與花壇鄉交界的中山路上，是彰化市最南邊的國小。學區的範圍包括彰化市南興里、延和里、南瑤里（13~19鄰）及花壇鄉北口村（13鄰以後）。

## 校史沿革
- 1950年12月22日設立，當時隸屬於南郭國民學校南興分校。
- 1953年8月，獨立為南興國民學校。
- 1968年臺灣九年國民義務教育開始實施，更改校名為南興國民小學。[2][3]

## 教學設備
教學設備除了班級教室、各類專科教室、操場、活動中心外，2016年啟用藝文展覽中心，2018年建立一座誠品風格的圖書館，2019年5月成立彰化縣第一座英文愛的書庫、同年12月英語情境式學習的國際教育中心完工，2020年設置一座多功能學習中心。